# سينورة
السينورة (الاسم العلمي:Synura) هي جنس من الأسناخ الصبغية تتبع الفصيلة السينورية من رتبة السينوريات.

## أنواع السينورة
- سينورة خضراء
- سينورة أسترالية
- سينورة أمريكية
- سينورة حمراء
- سينورة شوكية
- سينورة كارولينية
- سينورة كبيرة الأشواك
- سينورة متوسطة
- سينورة نهرية